# Сегнетоэлектрический релаксор
Сегнетоэлектрический релаксор — сегнетоэлектрик, фазовый переход которого сильно размыт по температуре. Величина размытия достигает сотен градусов (в отличие от классических сегнетоэлектриков, переход которых происходит в очень узкой температурной области).
Релаксоры открыты Смоленским и Исуповым в конце 70х годов. Наиболее модельным релаксором является PbMg1/3Nb2/3O3 (PMN). Именно с помощью PMN-керамики, обладающей гигантской электрострикцией, НАСА удалось устранить неполадки в оптической системе телескопа Хаббл уже после его запуска в космос.
Релаксоры имеют ряд отличительных особенностей:
1. Фазовый переход в релаксорах никогда не завершается, кривая диэлектрической проницаемости имеет спад вплоть до нуля кельвинов.
2. В объёме кристалла структурный фазовый переход также не реализуется: структура релаксора представляет собой неполярную матрицу (кубическую решётку типа перовскита) в которой возникают полярные кластеры. Размеры этих кластеров, по разным оценкам, от 100 до 1000 Å. Эти полярные кластеры зарождаются при температуре, называемой температура Бёрнса, которая существенно выше температуры максимума диэлектрической проницаемости (например, для PMN пик диэлектрической проницаемости наблюдается при 250—280 К, а температура Бёрнса — 600—650 К).
3. Для релаксоров наблюдается существенная дисперсия как диэлектрических свойств (диэлектрической проницаемости и тангенса угла потерь), так и механических (внутреннего трения и модуля упругости).
4. Внешним электрическим полем можно перевести релаксор в обычное сегнетоэлектрическое состояние.